# 小野木克明
小野木 克明（おのぎ かつあき、1951年 - ）は、日本のプロセスシステム工学者。名古屋大学名誉教授。第6期日本学術振興会プロセスシステム工学第143委員長。

## 人物・経歴
名古屋大学工学部化学工学科卒業後、1978年名古屋大学大学院工学研究科博士課程後期課程単位取得満期退学。1980年名古屋大学工学博士、豊橋技術科学大学工学部助手。1982年豊橋技術科学大学工学部講師。1988年豊橋技術科学大学工学部助教授。1994年豊橋技術科学大学工学部教授。1996年名古屋大学大学院工学研究科教授。2001年第6期日本学術振興会プロセスシステム工学第143委員会委員長。2007年名古屋大学大学院工学研究科研究科長・学部長。2012年名古屋大学グリーンモビリティ連携研究センター長、名古屋大学教養教育院副院長。2013年名古屋大学教養教育院院長。2016年愛知工業大学情報科学部教授。